# Badolo-Battedizzo
Badolo-Battedizzo (Bèdel-Batdézz in dialetto bolognese) è una circoscrizione amministrativa territoriale del comune di Sasso Marconi, in Emilia-Romagna. Essa è la circoscrizione meno popolata e al contempo più estesa del territorio comunale. Comprende infatti tutta l'area del comune a est del fiume Reno, dal Contrafforte Pliocenico nella parte meridionale e fino al confine con Pianoro e alla località di Pieve del Pino, ai margini del comune di Bologna a nord-est.

## Generalità
Badolo-Battedizzo prende il nome dai due centri abitati principali, posti a ridosso della riserva naturale Contrafforte Pliocenico. Essa è scarsamente popolata anche a causa della natura montuosa del territorio, è un'area prevalentemente dedita all'agricoltura e alla pastorizia.
Badolo è una località situata nelle vicinanze di Brento e Battedizzo, e divenne conosciuta per la sua rocca posseduta alternativamente dal Vescovo di Bologna e da alcuni feudatari della zona.
Da segnalare i vari agriturismi e le riserve naturalistiche, come quella di San Gherardo o quella di Monte Mario.

## Amministrazione
L'amministrazione di frazione ha sede in località La Capra, in un nuovo centro polivalente ricavato da un'ex scuola elementare dismessa.
Il presidente della giunta di frazione, eletto all'inizio 2010, è Gianluigi Gaspari.